# 아코니테이스

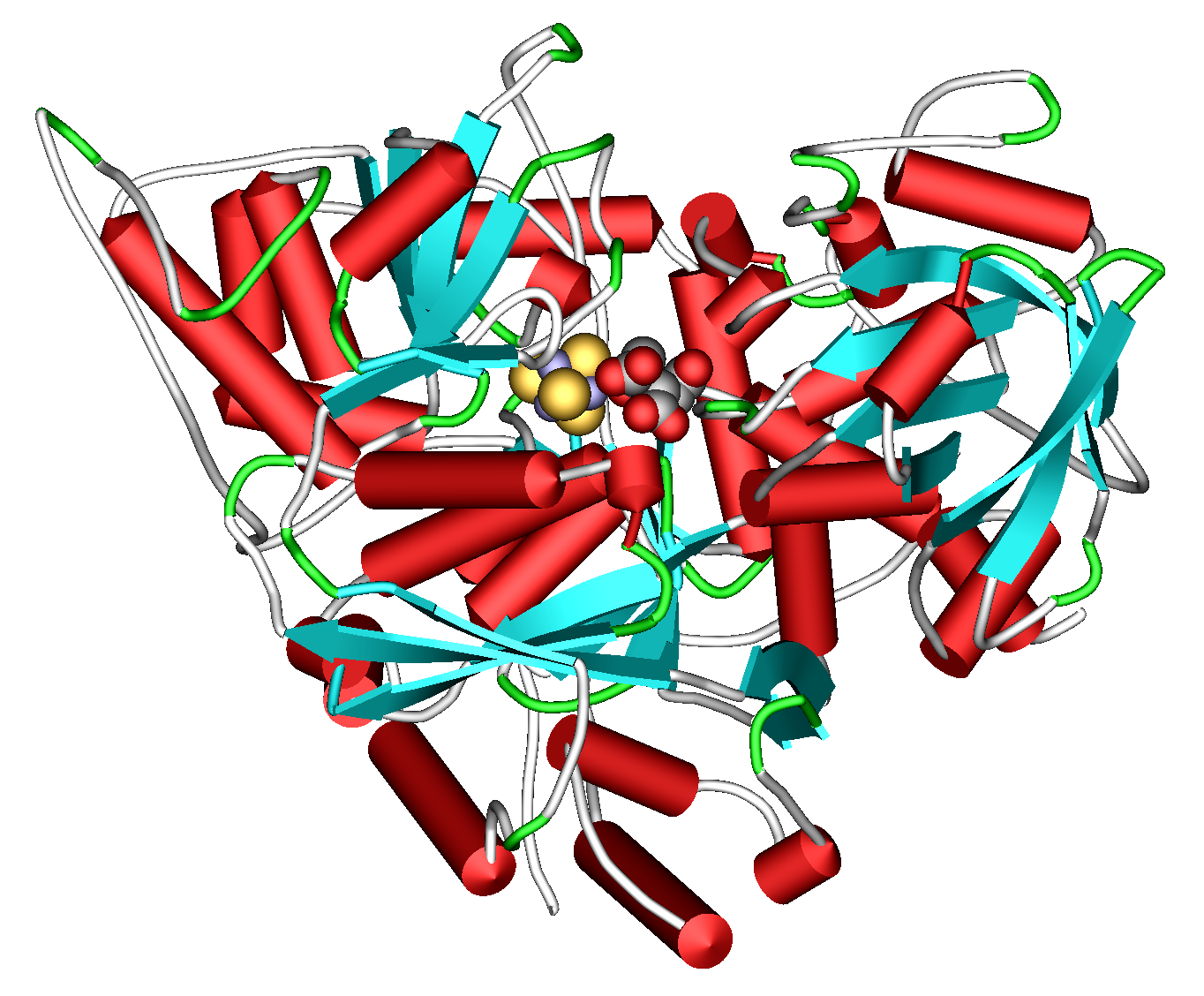

아코니타아제 또는 아코니테이스(Aconitase)는 시트르산 회로(트리카복실산 사이클)에서 그리고 비-산화 환원-활성 공정에서 시스-아코니테이트(cis-aconitate)를 통해 시트레이트(citrate)의 입체 특이성 이성질화를 이소시트레이트로 촉매하는 효소이다.

## 같이 보기
- 시트르산 합성효소
- 아이소시트르산 탈수소효소